# Aeroportul Matupá
Aeroportul Matupá (IATA: MBK, ICAO: SWXM) este un aeroport din Mato Grosso, Brazilia ce deservește zona Matupá. Aeroportul a fost tranzitat în 2005 de 0 pasageri. A fost numit după zona deservită.
Situat la o altitudine de 283 m, aeroportul dispune de 1 pistă.

## Infrastructură

### Piste
Aeroportul dispune de o singură pistă. Pista 2/20 are suprafața de asfalt și dimensiunile 1.482 m × 18 m. 